# Emojli
Emojli foi um aplicativo para iOS e Android, cuja proposta era que nomes de usuário e mensagens trocadas através do aplicativo podiam conter apenas emojis.

## História
Tom Scott e Matt Gray foram inspirados a criar o aplicativo após ver o sucesso de Yo e o lançamento de caracteres emoji pela Unicode Consortium. Durante uma palestra no Electromagnetic Field Festival, os desenvolvedores disseram que o aplicativo foi criado em grande parte como uma piada, mas que, por ocasião do lançamento, 70 mil nomes de usuário haviam sido reservados. O aplicativo foi lançado em 29 de agosto de 2014. Depois de cobertura da imprensa, os desenvolvedores começaram a receber ofertas por capital de risco.
Dado o custo e esforço de manter a aplicação, os desenvolvedores encerraram o app em 30 de julho de 2015.

## Desenvolvimento
O back-end do aplicativo foi codificado por Scott em PHP e MySQL, e o front-end foi concebido e programado por Gray em HTML, CSS e JavaScript. A dupla comentou que encontrou dificuldades pela falta de suporte a emojis nos navegadores da web, e pela variação do suporte dos sistemas operacionais móveis. Todo o trabalho sobre o aplicativo foi feito no tempo livre dos desenvolvedores e levou um pouco mais de um mês. Uma versão para Android foi lançada em 30 de janeiro de 2015.